# Onthophagus longipilis
Onthophagus longipilis là một loài bọ cánh cứng trong họ Bọ hung (Scarabaeidae).